# Sophie Amalienborg
Sophie Amalienborg var et barokslot i København, opført 1667-1673 og forgænger for Amalienborg. Slottet, der brændte den 19. april 1689, var opkaldt efter dronning Sophie Amalie. Ca. 186 mennesker omkom ved branden.

## Historie
Området, hvor Frederiksstaden ligger i dag, blev først indlemmet i København ved den store byudvidelse, som Christian 4. foretog. Området øst for Bredgade blev dog opgivet som handels- og boligkvarter. I 1660 havde Frederik 3.s dronning, Sophie Amalie, opkøbt en række grunde i dette ubebyggede område for her at opføre et lystslot til erstatning for hendes landejendom Dronningens Enghave uden for Vesterport, der var ødelagt under svenskernes belejring af København 1658-60. På trods af de dårlige tider efter svenskekrigene lykkedes det dronningen at skaffe midler, så hun 1667-73 kunne opføre lystslottet Sophie Amalienborg. Arkitekten var formentlig Albertus Mathiesen.
Bygningen var ikke stor. Den var udformet i barokstil som en italiensk villa, et "casino" med høj underetage, en hovedetage og en lav mezzanin. Hovedfløjen havde fladt tag, der afsluttedes med en balustrade. I midten et tårn, udformet som et "Belvedere". Dronning Sophie Amalie holdt meget af sit nye lystslot, og her døde hun i 1685.

4 år senere nedbrændte det blot 16 år gamle slot. I anledning af Christian 5.s 44-års fødselsdag 15. april 1689 blev der afholdt en festforestilling i et operahus, en midlertidig træbygning bygget tæt op ad slottet. Kongen var begejstret for forestillingen, hvorfor han ønskede den gentaget for offentligheden. Ved den nye forestilling fire dage senere var operahusets udsmykning med silketapeter, mos, enebærris og frugter nu knastør. Ved et uheld væltede en af de 800 olielamper, hvorved ilden fik fat i dekorationen og antændte bygningen. Da alle dørene tillige vendte indad, blev det sørgelige resultat, at 180 mennesker indebrændte, og både operahuset og slottet forvandledes til en ruindynge. Der findes en del minder fra katastrofen rundt om i København. Inden for porten til Ny Vestergade nr. 20 står der følgende på en tavle:
"Johan Jürgen, en af stadens 32 mænd og directeur for Børnehuset, byggede denne gård i 1683. Skæbnen brat hans lykke vendte, tvende døtre indebrændte, da Amalienborg i flammer, lyste over stadens jammer."
I 1749 anlagdes det nuværende slotskompleks Amalienborg på det sted, hvor Sophie Amalienborg havde ligget. Det nye slot blev opkaldt efter det gamle.